# Макеевское сельское поселение
Макеевское се́льское поселе́ние — упразднённое муниципальное образование в Клепиковском районе Рязанской области Российской Федерации.
Административный центр — деревня Первушкино.

## История
Макеевское сельское поселение образовано в 2006 г в границах Заднепилевского и Макеевского сельских округов.
Законом Рязанской области от 11 мая 2017 года № 28-ОЗ, были преобразованы, путём их объединения, Макеевское и Екшурское сельские поселения — в Екшурское сельское поселение с административным центром в селе Екшур.

## Население
| 2010 | 2012  | 2013  | 2014  | 2015  | 2016  | 2017  |
| ---- | ----- | ----- | ----- | ----- | ----- | ----- |
| 1349 | ↘1338 | ↘1332 | ↗1338 | ↗1343 | ↘1339 | ↘1312 |

## Состав сельского поселения
| №  | Населённый пункт | Тип населённого пункта          | Население |
| -- | ---------------- | ------------------------------- | --------- |
| 1  | Борисово         | деревня                         | 24        |
| 2  | Взвоз            | деревня                         | ↘7        |
| 3  | Ершово           | село                            | ↘61       |
| 4  | Задне-Пилево     | село                            | ↘296      |
| 5  | Макарово         | деревня                         | 33        |
| 6  | Макеево          | деревня                         | ↘219      |
| 7  | Первушкино       | деревня, административный центр | ↗408      |
| 8  | Печурино         | деревня                         | 5         |
| 9  | Подгорье         | деревня                         | 22        |
| 10 | Полушкино        | деревня                         | 61        |
| 11 | Сергеево         | деревня                         | 210       |
| 12 | Ухино            | деревня                         | 18        |